# Raemer Schreiber
Raemer Edgar Schreiber (11 de novembro de 1910 - 24 de dezembro de 1998) foi um físico norte-americano de McMinnville, Oregon que serviu ao Laboratório Nacional Los Alamos durante a Segunda Guerra Mundial, participando do desenvolvimento da bomba atômica. 

## Carreira
Ele viu a primeira detonada no teste nuclear Trinity em julho de 1945, e preparou a bomba Fat Man que foi usada no bombardeio de Nagasaki. Após a guerra, ele serviu no Laboratório Nacional Los Alamos como líder de grupo e esteve envolvido no projeto da bomba de hidrogênio. Em 1955, ele se tornou o chefe da Divisão de Propulsão de Foguetes Nucleares (N), que desenvolveu os primeiros foguetes movidos a energia nuclear. Ele atuou como vice-diretor do laboratório de 1972 até sua aposentadoria em 1974.